# Strada degli Alpini
La strada degli Alpini (detta anche sentiero degli Alpini o in lingua tedesca Alpinisteig) è uno tra i più celebri e classici sentieri attrezzati dell'arco alpino, situato nelle Dolomiti di Sesto, in Italia, interamente nella regione Trentino-Alto Adige, provincia autonoma di Bolzano. Sul passo della Sentinella, termine orientale dell'alta via, corre il confine sia fisico che amministrativo con il Veneto, provincia di Belluno. Dal punto di vista idrografico, peraltro, l'intera area attraversata appartiene al bacino della Drava, tributaria del Danubio.

## Storia della via
La strada degli Alpini è un percorso alpinistico attrezzato (via ferrata) nel gruppo dolomitico del Popèra (gruppo conosciuto anche, ma non correttamente, come Dolomiti di Sesto). Il passaggio chiave su roccia, ardito, aereo e impressionante di questo percorso, usato dagli Alpini nella prima guerra mondiale come collegamento efficiente e veloce tra la forcella Giralba e la terrazza ovest di Cima Undici, fu chiamato cengia della Salvezza. Questa inizia al margine della Busa di Dentro e segue una cengia naturale, allargata e resa transitabile dagli alpini in guerra, alla base di Cima Undici-Cresta Zsigmondy.
In seguito l'intero tragitto, che inizialmente si fermava a forcella Undici (difesa in guerra dagli austro-ungarici), fu poi chiamato strada degli Alpini e reso alpinisticamente percorribile fino al passo della Sentinella. La “scoperta” del passaggio chiave avvenne nel 1926 per merito dell'alpinista accademico del CAI Francesco Meneghello (socio anche delle sezioni di Vicenza, Valdagno e Cadorina) con Carlo Baldi (sezione di Vicenza).
Questi due ottimi rocciatori erano stati incaricati dalla sezione Cadorina del Cai di individuare un passaggio logico che permettesse il collegamento fra i due grandi valloni del Popèra, quello occidentale e quello orientale. I due specialisti individuarono la via giusta e aprirono così all'escursionismo di alto livello uno dei percorsi più celebrati delle Dolomiti. Il famoso percorso in croda fu poi attrezzato con corde metalliche e scalette a cura della sezione di Padova del CAI e inaugurato sei anni dopo, esattamente il 18 settembre 1932.
Servì anche, e soprattutto, per unire, attraverso il passo della Sentinella, il rifugio Zsigmondy in alta val Fiscalìna (allora chiamato rifugio Mussolini e in seguito rifugio Zsigmondy-Comici) al rifugio Olivo Sala al Popèra passando dalla provincia di Bolzano a quella di Belluno attraverso il vecchio confine di Stato fra il Regno d'Italia e l'Impero austro-ungarico. Fu decisa la costruzione di questa via in quanto le truppe italiane non riuscivano a penetrare nel territorio austriaco dal passo di Monte Croce di Comelico.
La strada degli Alpini fu resa militarmente praticabile dai soldati italiani, guidati dal maggiore Italo Lunelli (al quale le autorità Italiane diedero il falso nome di Raffaele Da Basso, essendo un irredentista), sul versante ovest di Cresta Zsigmondy e Cima Undici; intagliata per lunghi tratti nella roccia a forza di braccia, la cengia servì per raggiungere e fortificare le postazioni sulla cresta di Cima Undici durante la preparazione dell'attacco al passo della Sentinella, posto tra la croda Rossa di Sesto e la cima Undici, che segnava all'epoca il confine italo-austriaco.
Nell'agosto e nel settembre 1915 ci furono i primi vaghi tentativi di prendere il passo, ma fallirono tutti. Nella primavera fu deciso di utilizzare il piano Venturi, che prevedeva la conquista del passo con una manovra a sorpresa dall'alto. Per l'esecuzione del piano furono costruite due basi, sulla forcella Giralba e sul Creston Popera. A marzo si procedette con l'occupazione di Cima Undici, posizionandovi anche un pezzo da 65 mm, una mitragliatrice e un lanciabombe. Il 13 aprile il generale Venturi emanò l'ordine definitivo, e l'attacco fu fissato per il 16 del mese, che effettivamente iniziò alle 5.30 del mattino, e finì con la resa degli austriaci. L'attacco fu portato a termine da soldati appartenenti a diversi corpi, tra cui i Mascabroni del capitano Giovanni Sala.
La grande terrazza ovest di Cima Undici fu occupata solo parzialmente dagli italiani che vi situarono postazioni fortificate e baracche da cui si spinsero verso l'alto. L'ultimo tratto della terrazza, quello più a nord, era sotto il tiro degli austriaci che erano insediati a forcella Undici dove resistettero caparbiamente persino dopo la presa del vicino passo della Sentinella e della vicinissima Torre del Dito.
Il percorso fu adattato a sentiero per escursionisti esperti fin dagli anni trenta e non presenta particolari difficoltà, se affrontato in piena estate, senza neve e con l'adeguata attrezzatura da ferrata. Mentre il percorso originale arrivava fino alla forcella Undici, il tratto che da questa porta al passo della Sentinella è invece stato attrezzato dal C.A.I. della sezione di Padova negli anni settanta.

## L'escursione

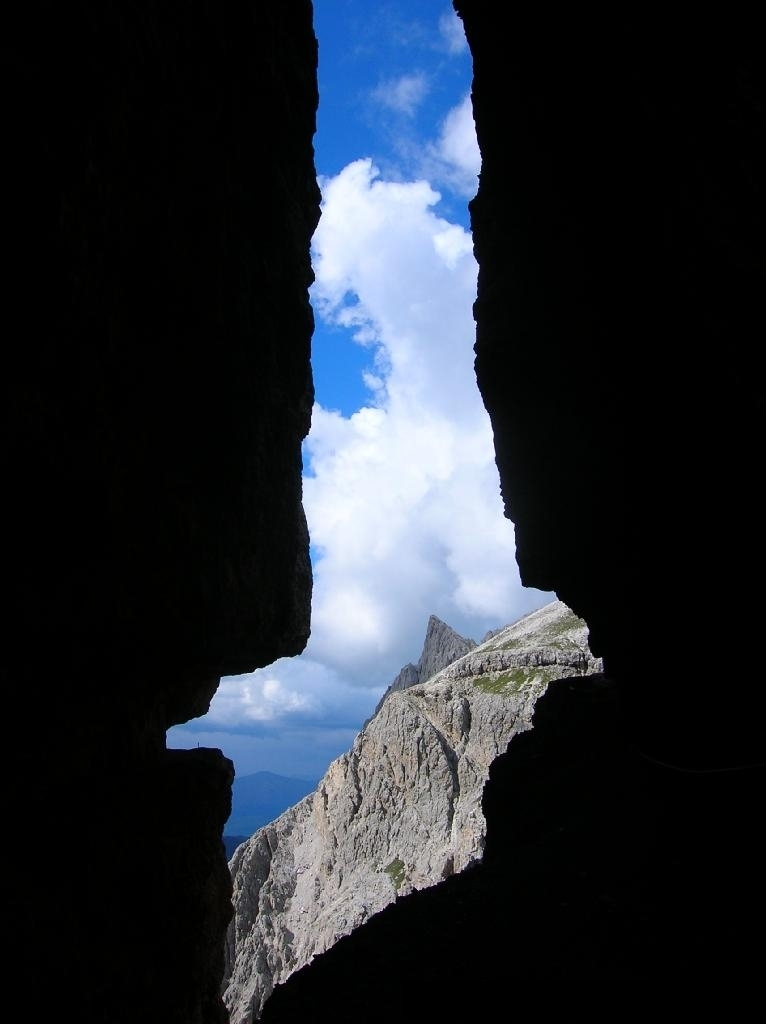
Vista della Cengia della salvezza

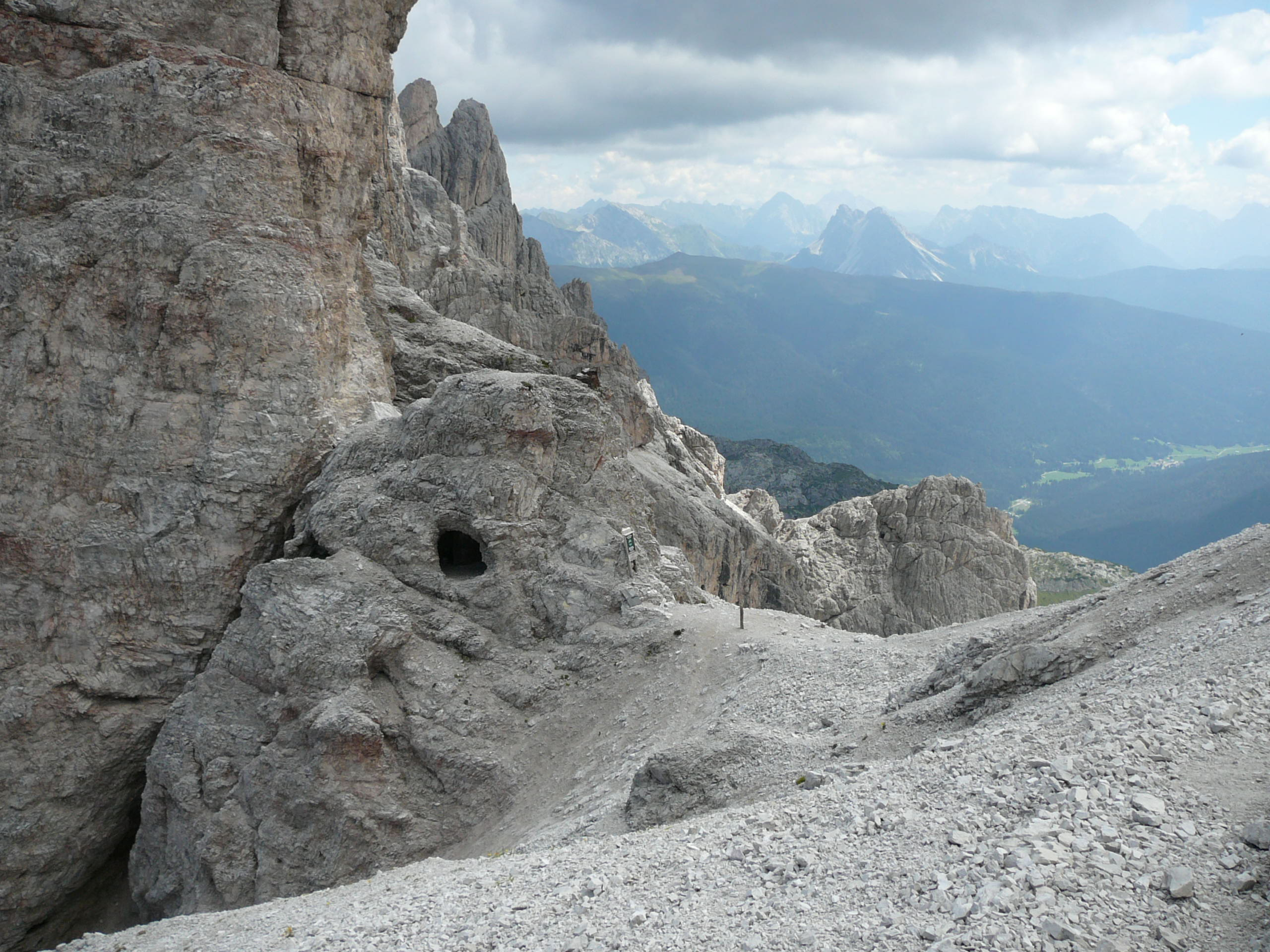
Il passo della Sentinella visto dal lato della val Fiscalina

### Prima descrizione

#### Caratteristiche principali
- Tempo totale: 10 ore circa, eventualmente da suddividere in due giornate
- Dislivello: circa 1.200 m, di cui 300 in ferrata
- Segnaletica: segnavia 101 e poi per il ritorno il 124, dall'Alpe Anderta al posteggio della val Fiscalina
- Partenza: a Campo Fiscalino, presso il posteggio della val Fiscalina (1454 m)
- Arrivo in cima: al Passo della Sentinella
- Arrivo al ritorno: l'Alpe Anderta, quindi Campo Fiscalino

#### Descrizione del percorso
Punto di partenza è il Campo Fiscalino (1454 m), posto alla fine della strada della val Fiscalina, nei pressi di Sesto, in Alta val Pusteria, dove si può arrivare in macchina o coi bus di linea.
Posteggiata la macchina, si percorre il sentiero 103, che, inizialmente pianeggiante, passa per il rifugio al Fondovalle (1526 m) e successivamente, alzandosi in quota, raggiunge il rifugio Zsigmondy-Comici (2224 m). Dal parcheggio fino a qui ci si impiega circa 2 ore e 30 minuti.
Dal rifugio si prende il sentiero 101, che porta in direzione sud-est, passando sotto alla croda dei Toni (anche detta Cima Dodici) 3094 m, e arrivando al lago ghiacciato, dove bisogna prendere il sentiero a sinistra (sempre il 101), mentre il sentiero a destra porterebbe alla forcella Giralba (2431 m) e quindi al rifugio Carducci, 2297 m (eventualmente si può deviare per salire alla forcella).
Continuando quindi sul sentiero 101, si arriva ad attraversare il canalone della Busa di Dentro, dove si trova una traccia che la risale. Continuando sempre sul sentiero 101, si passa sotto le punte de "La Mitra" (2788 m) e de "La Spada" (2526 m), fino ad arrivare all'inizio vero e proprio della via ferrata.
Una volta che ci si è assicurati ai cavi di sicurezza, si percorre l'ardito percorso, che passa attraverso la cengia della Salvezza e porta alla Busa di Fuori. Si continua sempre percorrendo lo stretto passaggio, passando sotto la punta della cima Undici, la si aggira fino a superare il canalone che discende da essa e si iniziano a intravedere dei resti di baraccamenti militari, in questo caso austriaci, mentre gli italiani erano posizionati sulla parete di Cima Undici.
Da qui si arriva in breve alla forcella di cima Undici (2600 m), che in realtà non è un valico, ma un semplice intaglio nel crestone nordovest che scende dalla cima. Nonostante la corta distanza che separa cima Undici dalla forcella, questa durante la guerra non fu mai conquistata dagli italiani.

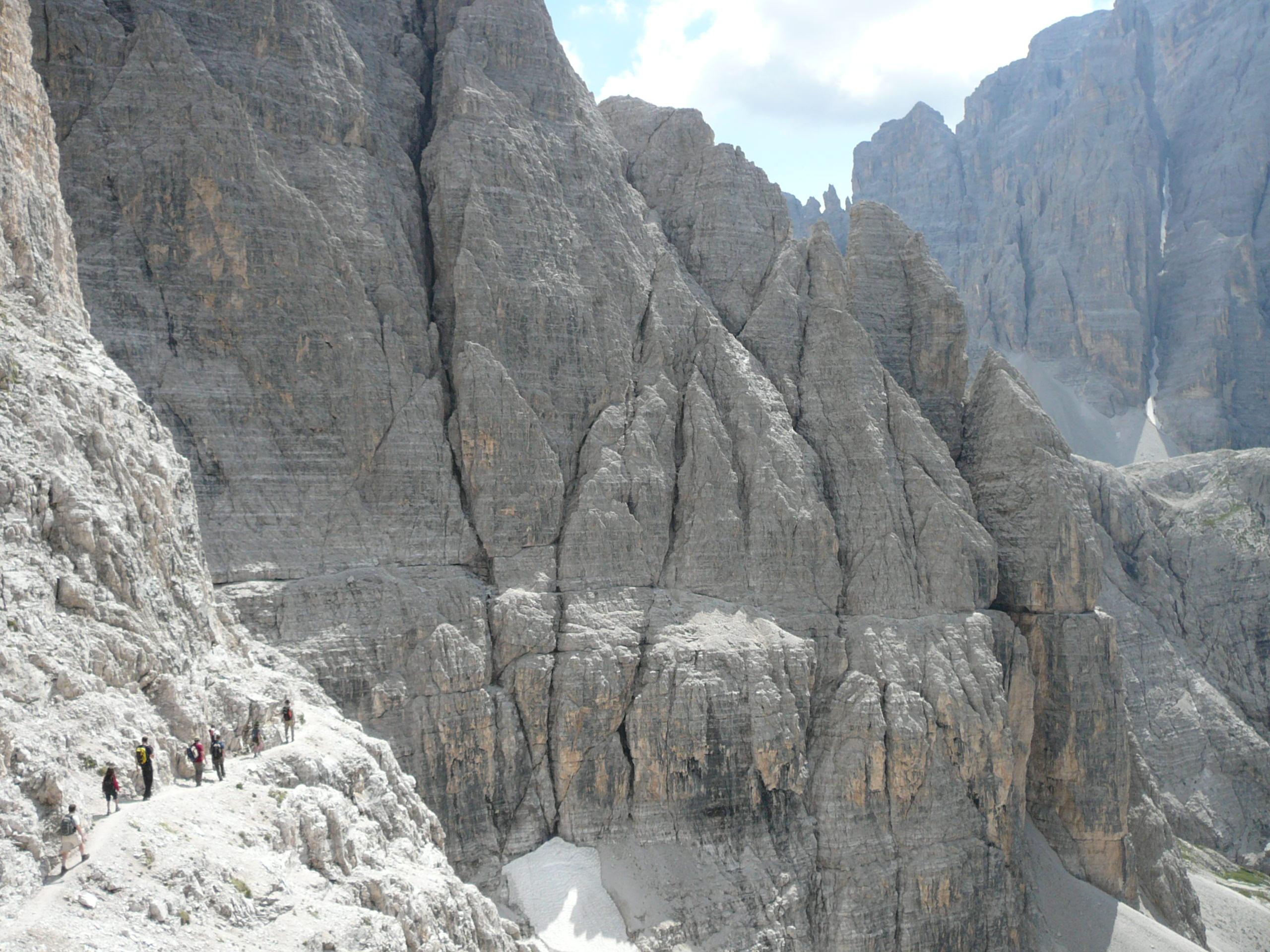
Tratto della Strada degli Alpini

Alla forcella s'incontra il sentiero 124, che sale dall'alpe di Anderta e che assieme al 101 arriva fino al passo della Sentinella (2717 m). Si prende quindi la traccia di questi due sentieri uniti, che passa per la cengia che attraversa il fianco nord di cima Undici, dove si possono incontrare ancora tracce di neve. Continuando e percorrendo una scala e attraversando un ponticello in legno si arriva a un bivio per la discesa in val Fiscalina. Si continua sempre a salire, seguendo le corde fisse, fino all'arrivo al passo della Sentinella, dove soldati di entrambi i fronti persero la vita durante il conflitto. Al passo arrivano diversi sentieri: quello della ferrata Zandonella e quello che proviene dal rifugio Berti nel Comelico, raggiungibile in un'ora.
Per quest'escursione invece si ritorna indietro tornando all'ultimo bivio incontrato lungo il sentiero. Qui la traccia del sentiero presenta alcune serie di corde fisse, che aiutano a scendere pareti e tratti esposti, a volte friabili.
Percorrendo alcuni tornanti in discesa dentro al ghiaione del Vallon di Sentinella, si giunge all'alpe Anderta, dove si giunge al bivio per la val Fiscalina e i prati di Croda Rossa. A scelta qui si può prendere il sentiero a sinistra e, al successivo bivio, il sentiero a destra, seguendo sempre il n° 124 che porta al Dolomitenhof, ovvero al parcheggio dove si è lasciata la macchina.

### Seconda descrizione

#### Caratteristiche principali

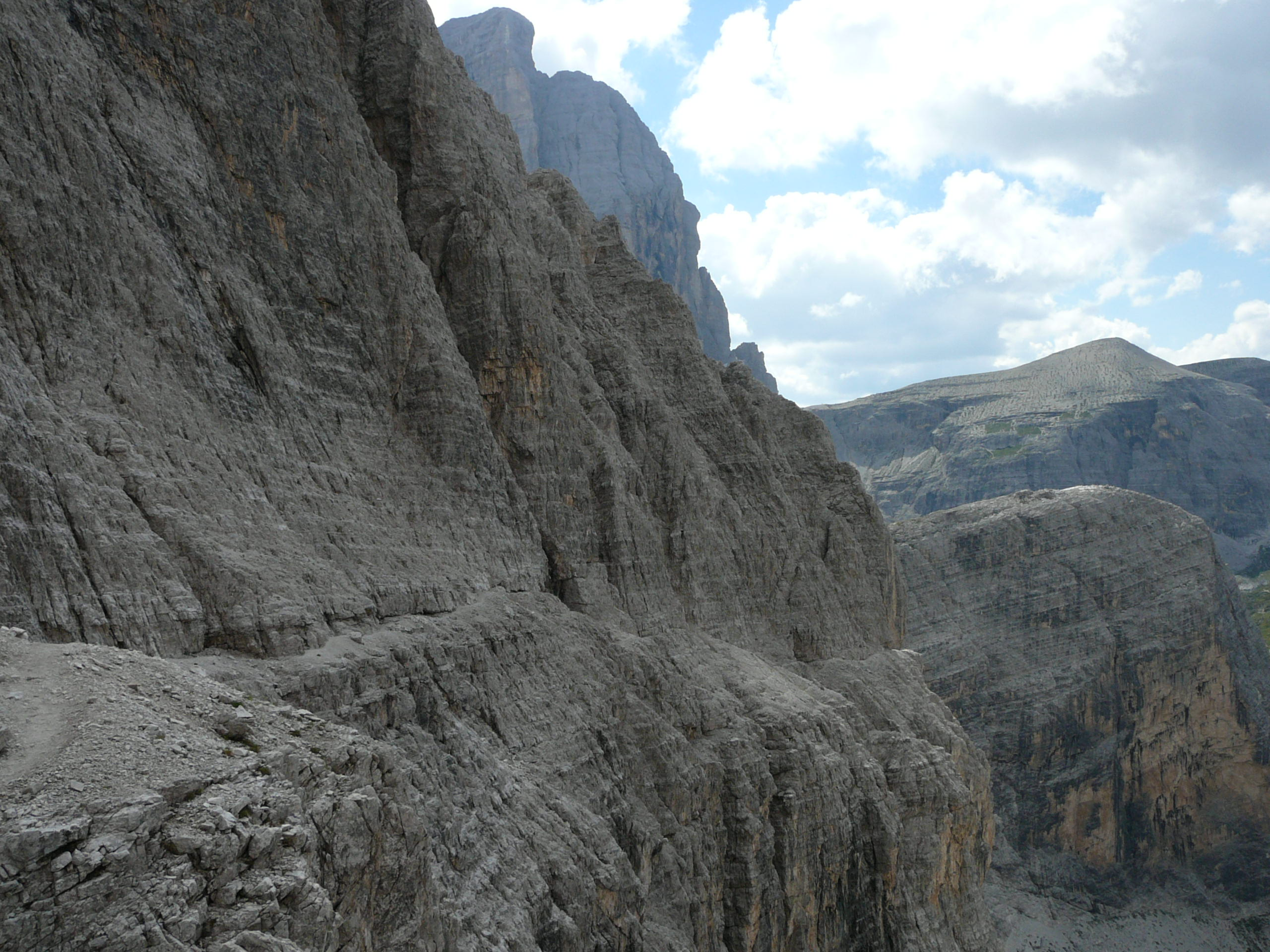
Altro tratto della Strada degli Alpini

- Tempo totale: 9-10 ore circa, eventualmente da suddividere in due giornate
- Dislivello: circa 1.200 m, di cui 300 in ferrata
- Segnaletica: segnavia 100, poi 124 e 101 fino al Comici; infine per il ritorno il 103 per ridiscendere in val Fiscalina
- Partenza: cabinovia della Croda Rossa (1358 m)
- Arrivo in cima: al Passo della Sentinella (2717 m)
- Arrivo al ritorno: rifugio Comici, val Fiscalina e quindi parcheggio cabinovia della croda Rossa (1358 m)

#### Descrizione del percorso
Si può affrontare il percorso anche in senso inverso e sfruttando la cabinovia della croda Rossa di Sesto, che da 1358 metri in pochi minuti porta a quota 1930 m. Da qui si segue il sentiero n. 100, seguendo le indicazioni per la Strada degli Alpini. Subito il sentiero risale in quota, fino a giungere a delle scalinate in legno. Qui si trova il bivio per la ferrata della Croda Rossa; ignorando questo bivio si tiene sempre quello che indica la Strada degli Alpini, che scende un poco. Avanzando sul sentiero, poco a poco si svela il canalone da risalire a zig-zag fino ad arrivare, con l'aiuto di cavi d'acciaio, poco sotto il passo della Sentinella (2717 m).
Senza raggiungerlo, si piega a ovest (segnavia 101), traversando in quota tutto il versante nord della cima Undici (tratto poco sicuro e quindi non consigliabile in presenza di neve che ricopre gli ancoraggi), giungendo all'intaglio di cresta noto come forcella Undici (2600 m). Di qui si percorre a ritroso il sentiero di cui alla descrizione precedente, e, attraverso Cengia della Salvezza, forcella Giralba, rifugio Zsigmondy-Comici e rifugio Fondovalle, si giunge a Campo Fiscalino, donde coi propri mezzi o con quelli pubblici si giunge nuovamente alla stazione inferiore della cabinovia per i Prati di Croda Rossa, da cui si era partiti.
In caso di maltempo o per qualsiasi altra ragione, a Forcella Undici è possibile abbandonare il percorso e scendere abbastanza rapidamente in val Fiscalina per sentiero interamente segnalato, inizialmente su roccette facilitate da funi metalliche, quindi scendendo un tratto ripido e scivoloso, ma non esposto, e infine a lungo attraverso boschi, raggiungendo in tal modo direttamente il Rifugio Fondovalle.

### Terza descrizione: dal versante Comelico (BL)

#### Caratteristiche principali
- Tempo totale: 5 ore circa con partenza dal Rifugio Berti e arrivo al Rifugio Comici o Carducci
- Dislivello: 750 m al Passo della Sentinella (quota massima 2717 m)
- Segnaletica: segnavia 101 fino a forcella Giralba, segn. 101 per Rif. Comici, segn. 103 per Rif. Carducci
- Partenza: dal Rifugio Berti (1950 m)
- Passaggio: Passo della Sentinella (2717 m)

#### Descrizione del percorso

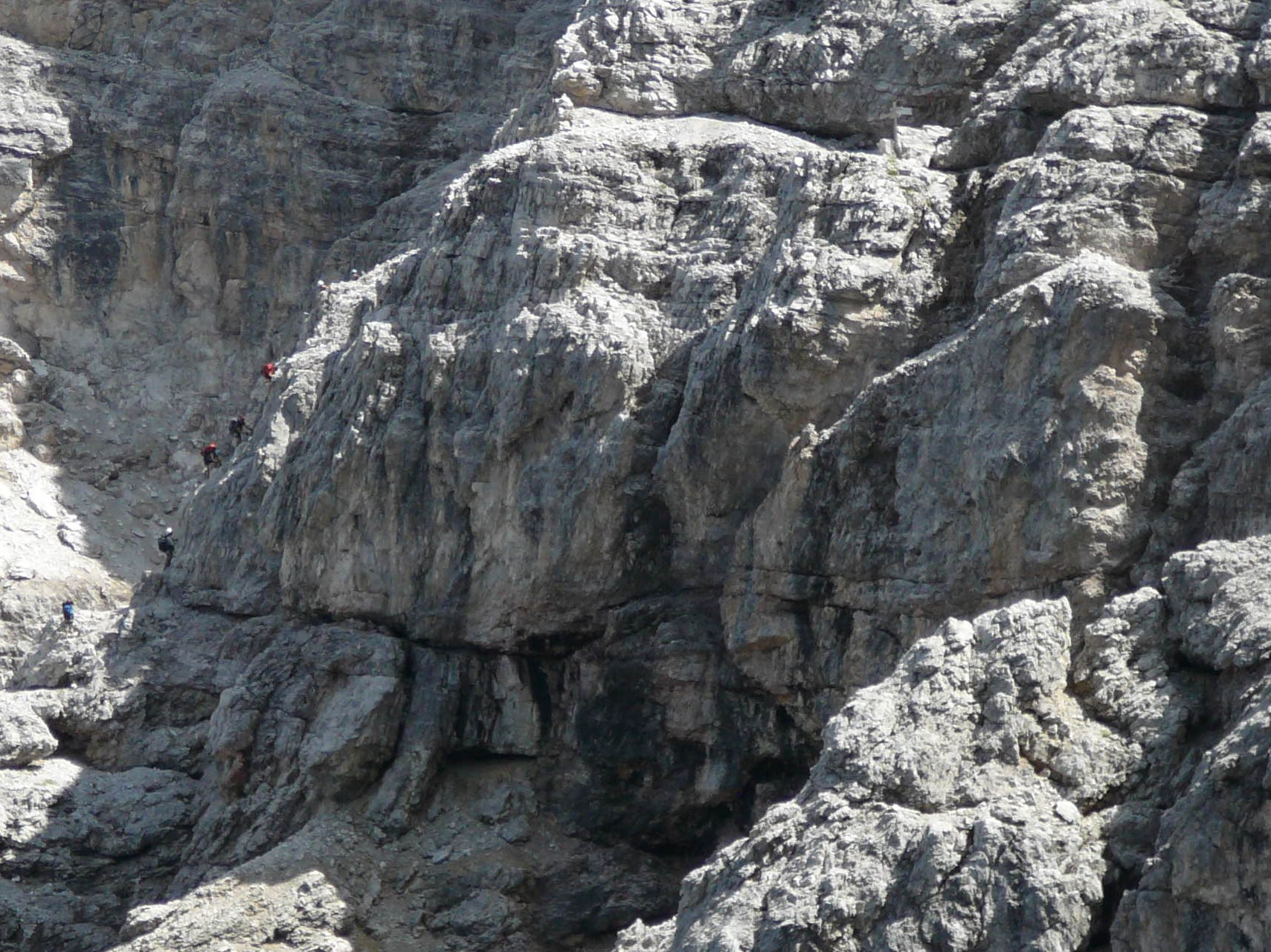
Altro punto della via ferrata per il passo.

Dal rifugio Berti in direzione nord-ovest, attraverso il sentiero 101 in leggera salita si perviene al laghetto del Vallon Popera (2142 m), a sinistra per ghiaie al passo della Sentinella (quota massima 2717 m, 2 ore). Leggermente a sinistra, per cenge detritiche e roccette attrezzate con corde fisse, in leggera discesa si raggiungono le cenge delle pareti nord di Cima Undici, che portano in un ambiente suggestivo verso la forcella di Cima Undici (2630 m, ore 1,30).
In discesa per ghiaie si raggiungono ora le cenge della Busa di Fuori e della Torre Undici col famoso e spettacolare passaggio della “Cengia Salvezza”. Raggiunto il circo della Busa di Dentro in leggera salita alla forcella Giralba (2430 m, 1h 30', totale 5 ore).
A sinistra per sentiero 103 al rifugio Carducci, a destra per sentiero 101 al Rifugio Comici, rifugio Pian di Cengia, rifugio Locatelli e rifugio Auronzo alle Tre Cime di Lavaredo o discesa in val Fiscalina-Sesto Pusteria.

## Punti di appoggio
- Rifugio al fondovalle (1526 m)
- Rifugio Berti (1950 m)
- Rifugio Carducci (2297 m)
- Rifugio Zsigmondy-Comici (2224 m)
- Rifugio Prati di Croda Rossa (1900 m)
- Rudi Hutte (1900 m)

## Filmografia
- Cliffhanger - l'ultima sfida con Sylvester Stallone

## Galleria d'immagini

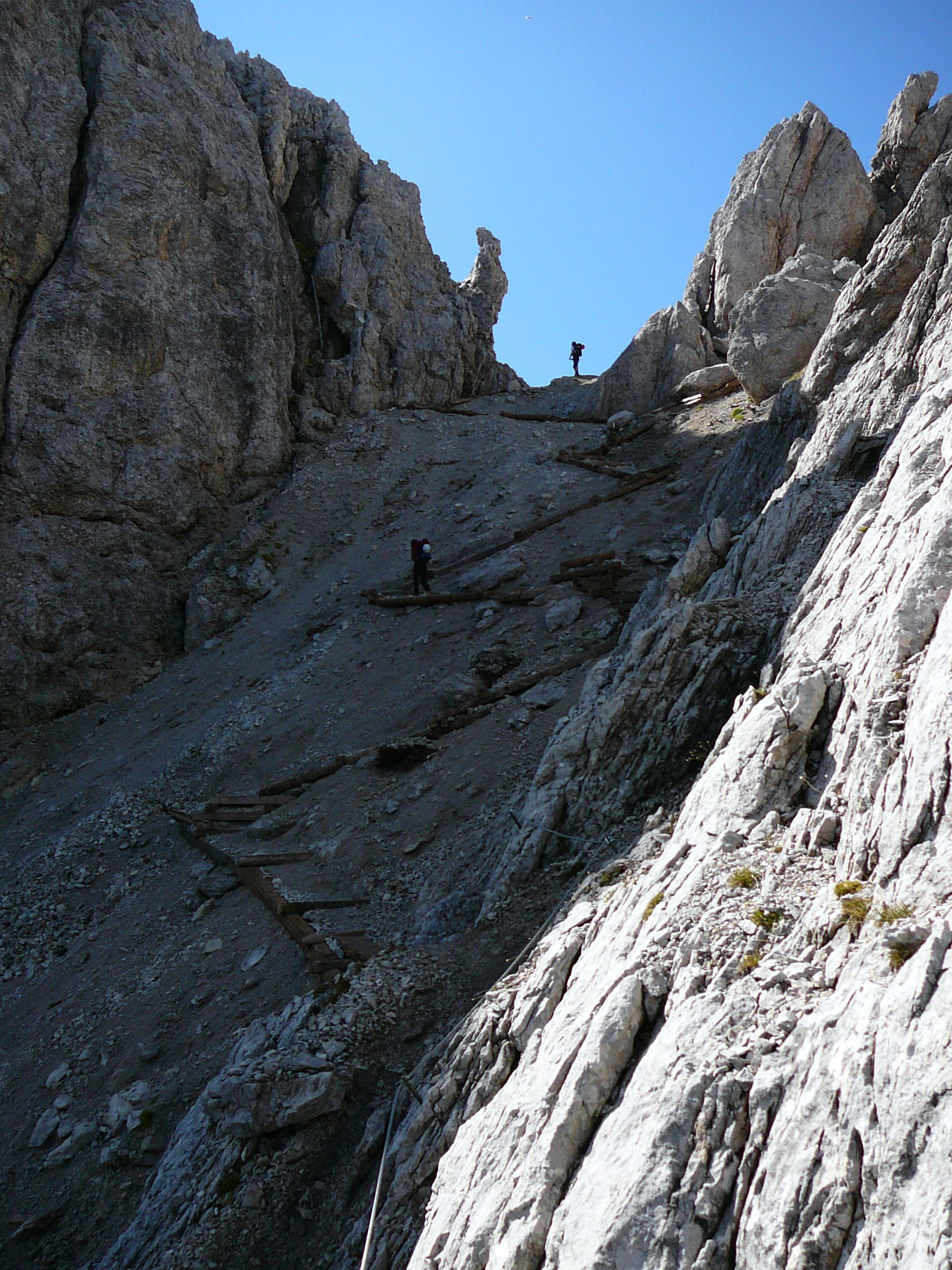
Sentiero che giunge ad una forcella, nei pressi della forcella Undici
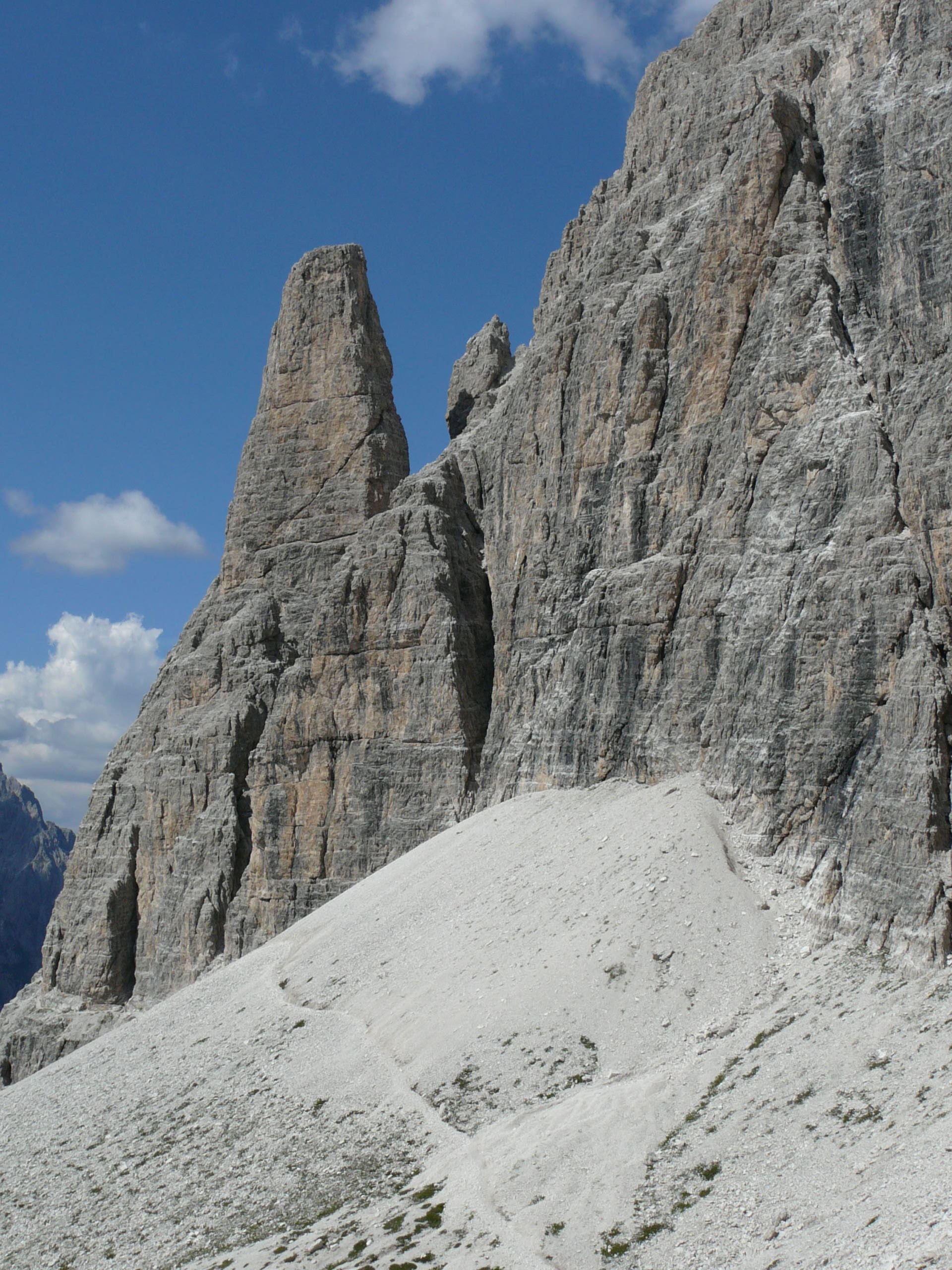
"La Spada" vista da sud
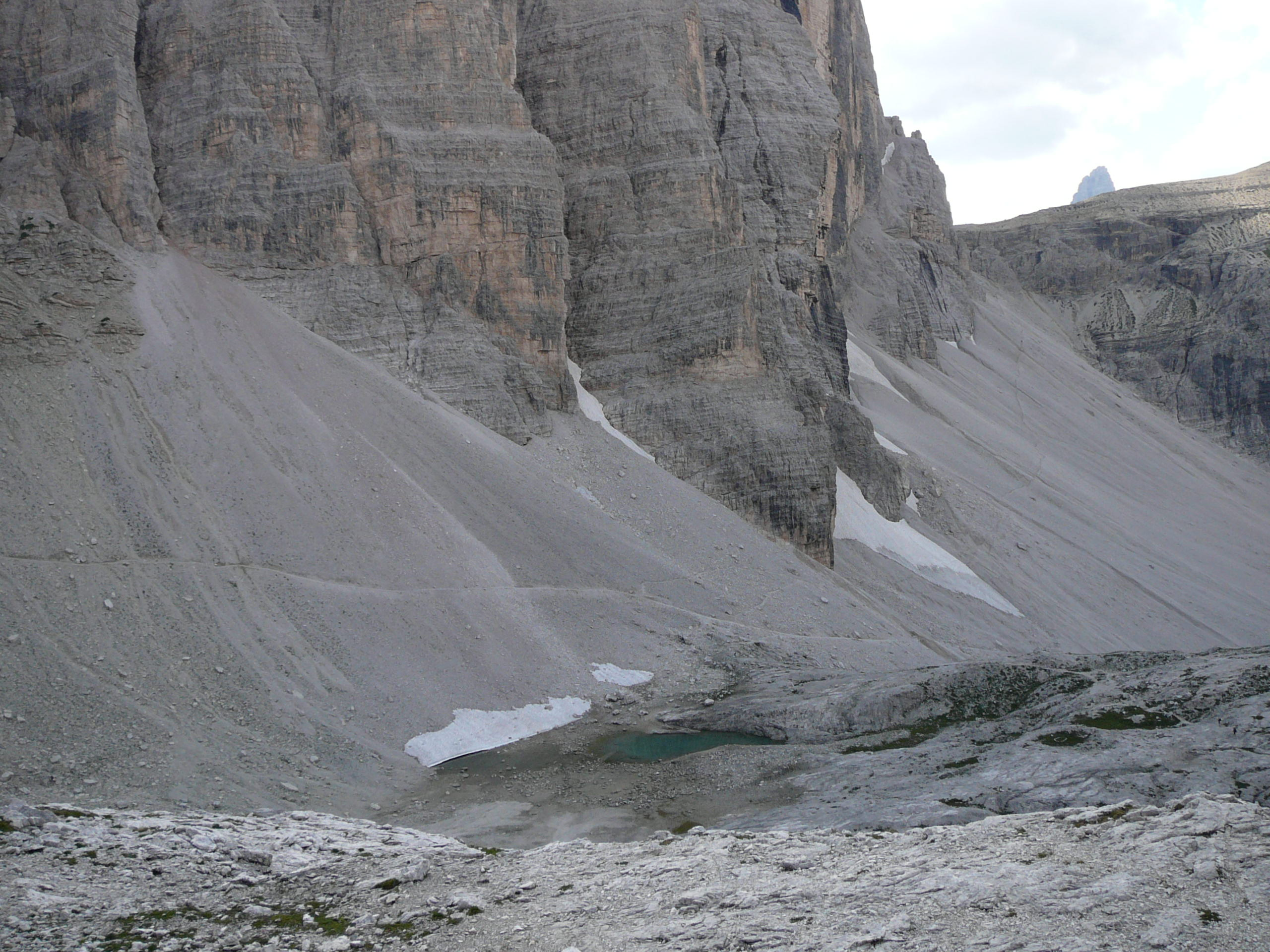
Il lago ghiacciato, sotto la forcella Giralba
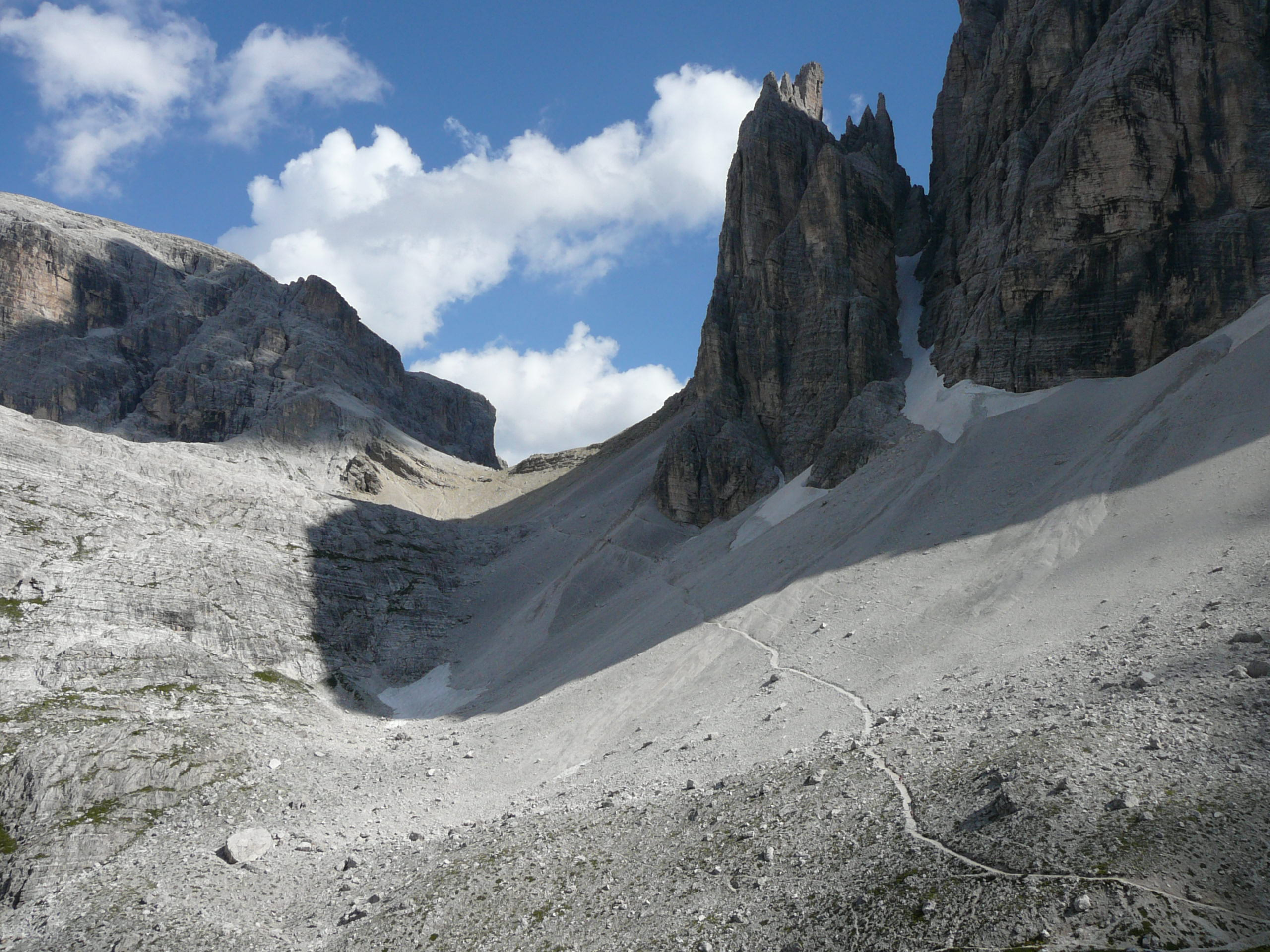
Sentiero che dal rifugio Zsigmondy-Comici porta alla forcella Giralba
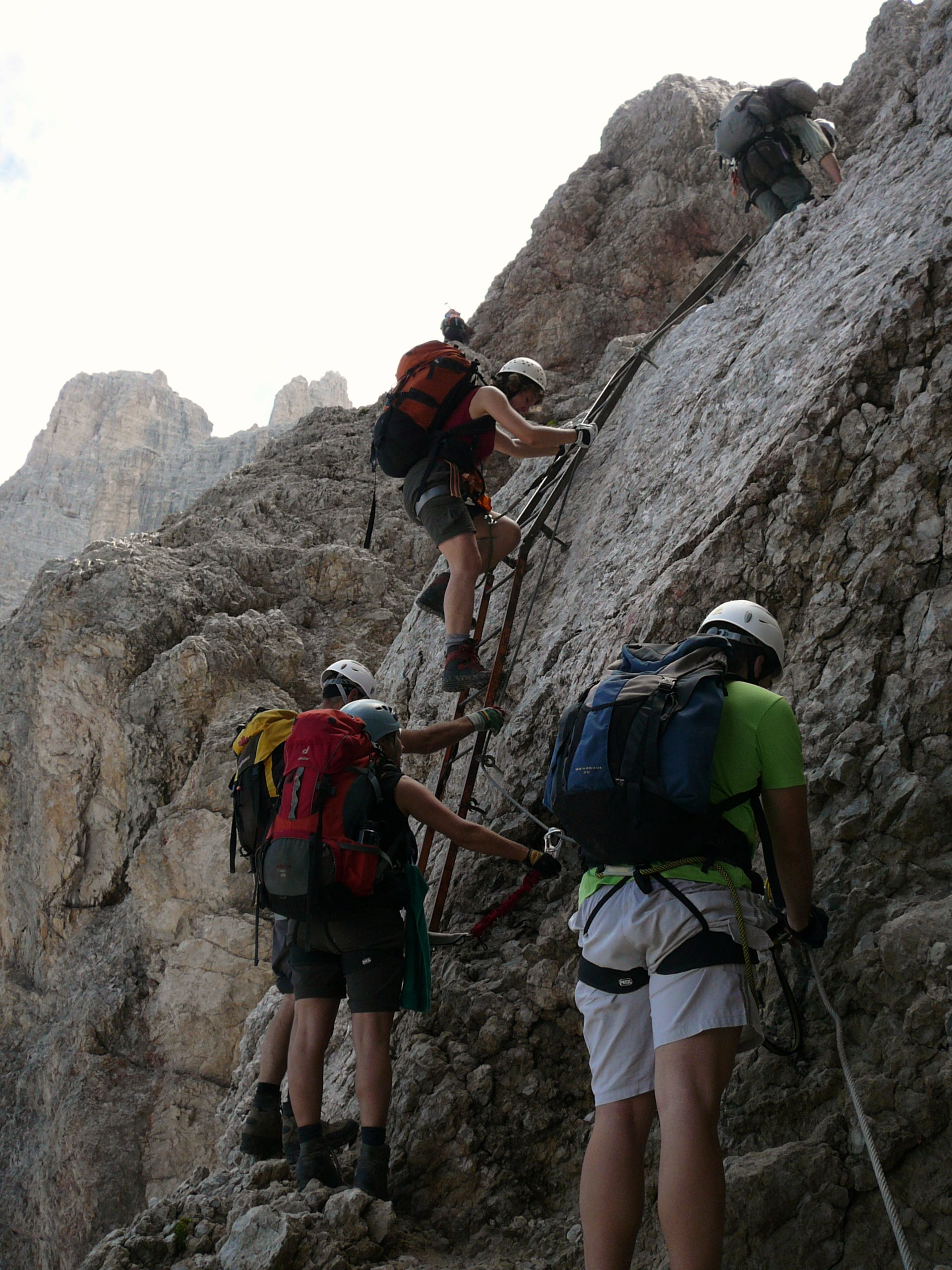
Una scaletta che conduce al passo della Sentinella
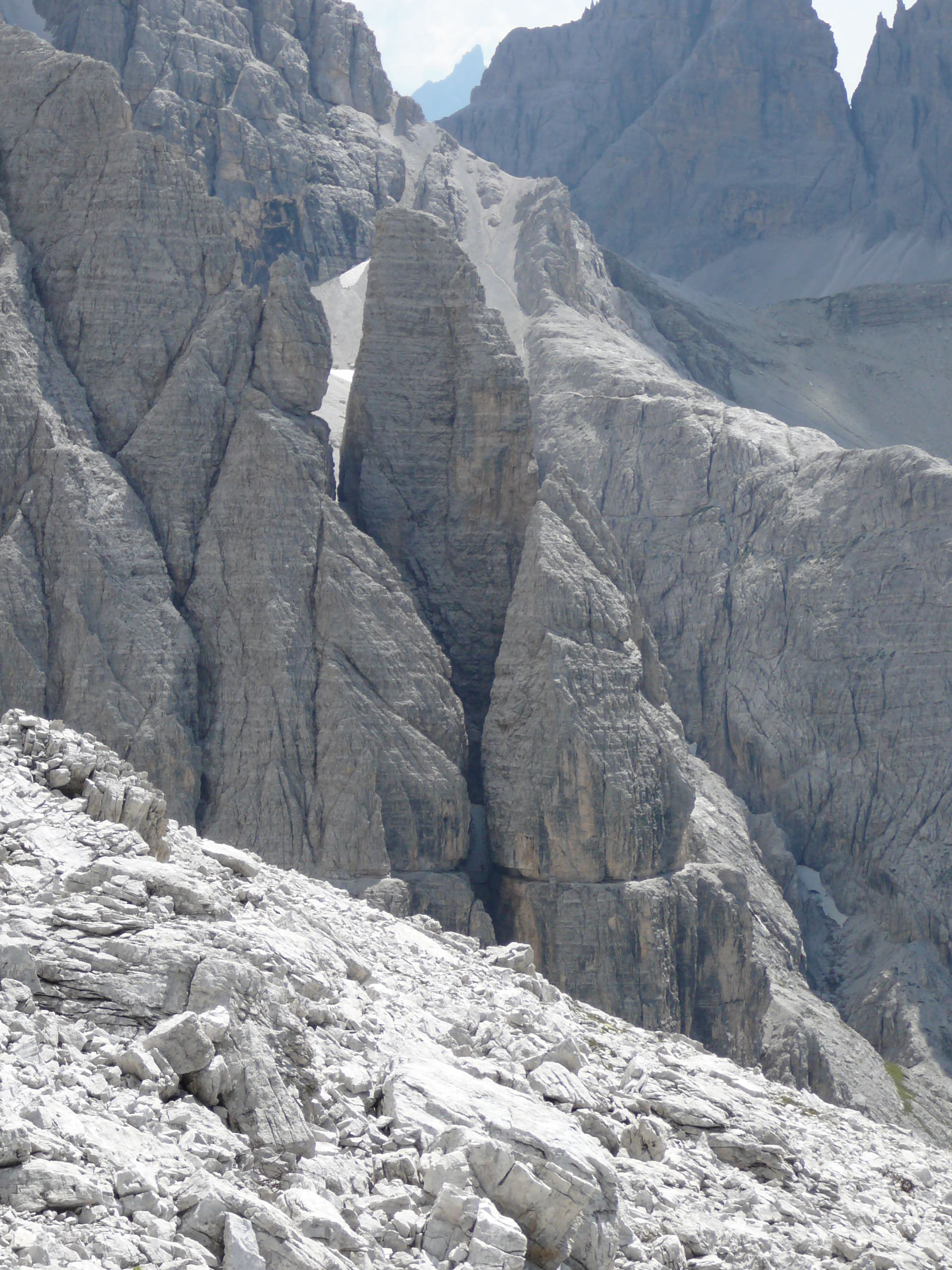
La cengia della Salvezza, sotto la punta del "La Spada"
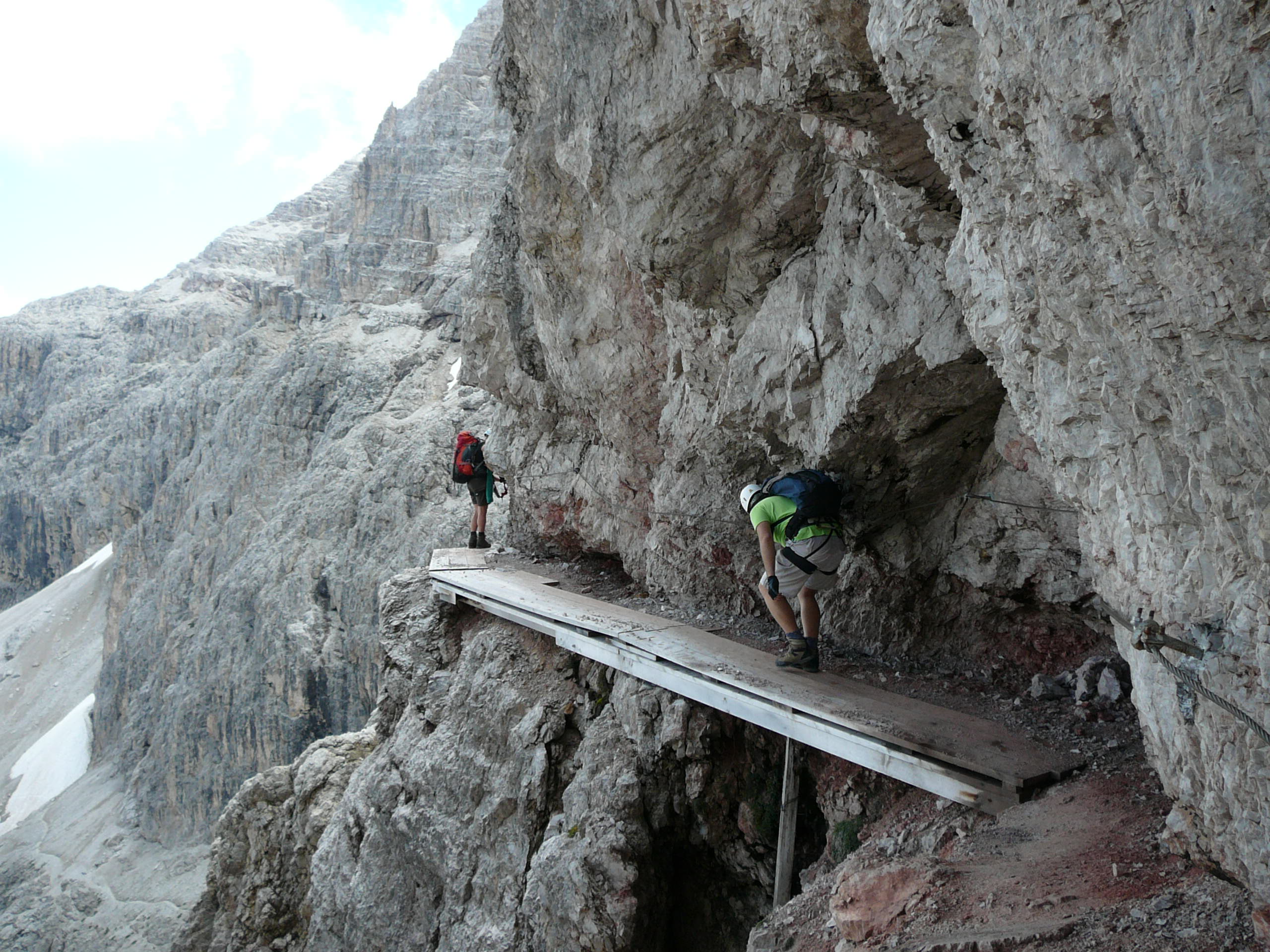
Un tratto della via ferrata
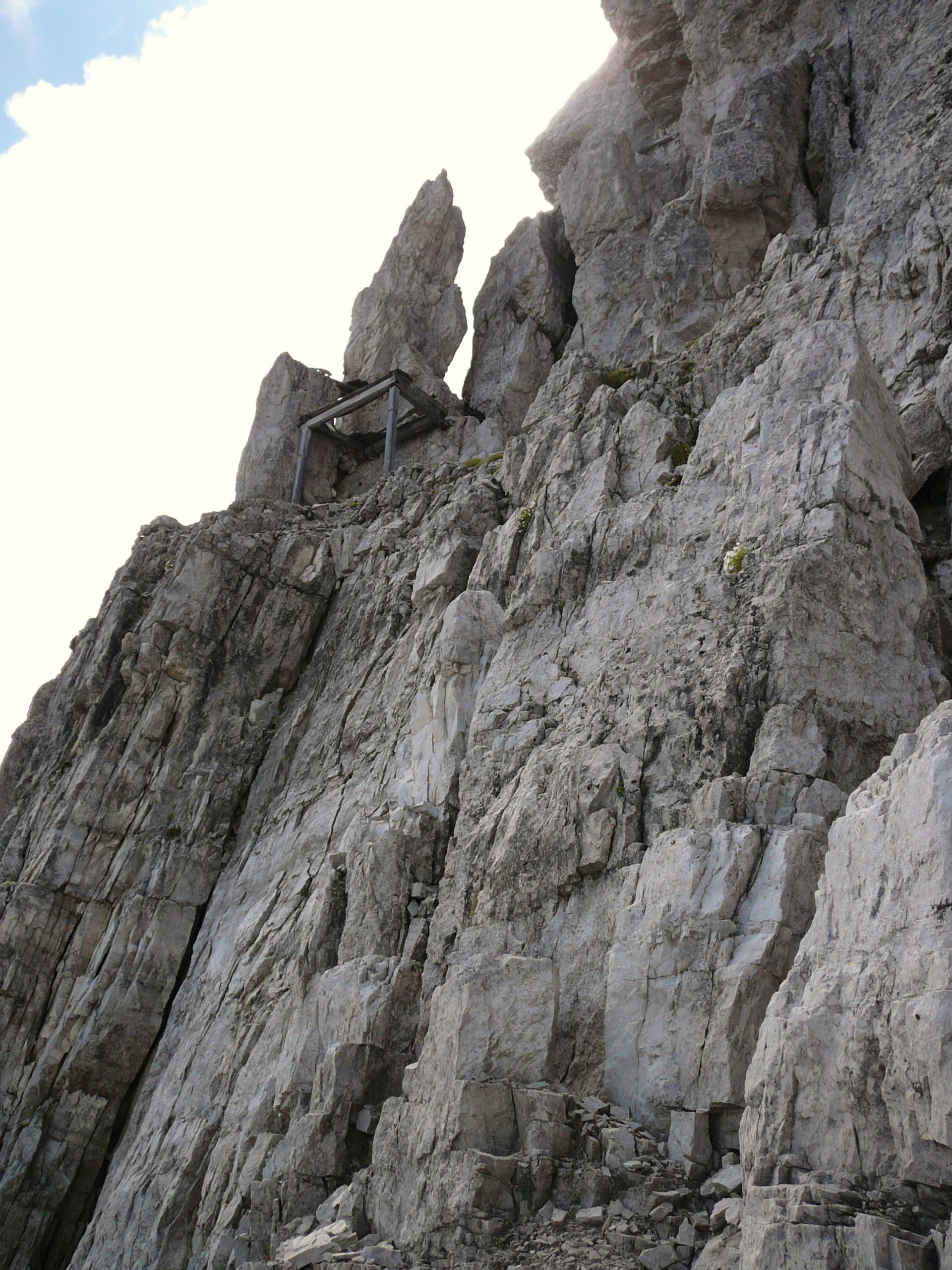
Resti di baraccamenti alla forcella Undici